# Вацлав Піларж
Вацлав Піларж (чеськ. Václav Pilař, * 13 жовтня 1988, Хлумець-над-Цидліноу) — чеський футболіст, нападник клубу «Вікторія» (Пльзень), кольори якого захищає на умовах оренди з ФК «Градець-Кралове».

## Клубна кар'єра
Вихованець футбольної школи клубу «Градець-Кралове». Дорослу футбольну кар'єру розпочав 2006 року в основній команді того ж клубу, в якій провів п'ять сезонів, взявши участь у більш ніж ста матчах чемпіонату. 
Незважаючи на не досить високу результативність (22 м'ячів у 110 іграх), продемонстровану у своєму рідному клубі, молодий нападник зацікавив керівництва одного з провідних чеських клубів, пльзенської «Вікторії», до складу якої приєднався 2011 року на умовах оренди. 

## Виступи за збірні
2005 року дебютував у складі юнацької збірної Чехії, взяв участь у 19 іграх на юнацькому рівні, відзначившись 1 забитими голами.
2010 року залучався до складу молодіжної збірної Чехії. На молодіжному рівні зіграв в одному офіційному матчі.
2011 року дебютував в офіційних матчах у складі національної збірної Чехії. Наразі провів у формі головної команди країни 6 матчів, забивши 1 гол.
| Дата       | Місто     | Господарі  | Результат | Гості      | Турнір            | Голи | Примітки |
| ---------- | --------- | ---------- | --------- | ---------- | ----------------- | ---- | -------- |
| 11/10/2011 | Каунас    | Литва      | 1 – 4     | Чехія      | Відбір до ЧЄ 2012 | -    |          |
| 11/11/2011 | Прага     | Чехія      | 2 – 0     | Чорногорія | Відбір до ЧЄ 2012 | 1    |          |
| 15/11/2011 | Подгориця | Чорногорія | 0 – 1     | Чехія      | Відбір до ЧЄ 2012 | -    |          |
| Усього     |           | Матчів     | 3         |            | Голів             | 1    |          |

## Титули
- Чемпіон Чехії (2):

«Вікторія» (Пльзень): 2014-15, 2015-16
- Володар Суперкубка Чехії (2):

«Вікторія» (Пльзень): 2011, 2015